# Neos Voutzás
Neos Voutzás (Neos Voutzas) är en ort i Grekland.   Den ligger i prefekturen Nomarchía Anatolikís Attikís och regionen Attika, i den sydöstra delen av landet, 24 km öster om huvudstaden Aten. Neos Voutzás ligger 122 meter över havet och antalet invånare är 1 116.
Terrängen runt Neos Voutzás är kuperad åt nordväst, men åt sydost är den platt. Havet är nära Neos Voutzás åt nordost.  Närmaste större samhälle är Khalándrion, 15,6 km väster om Neos Voutzás. 